# Protipapež Janez XVI.
Protipapež Janez XVI. (latinsko Antipapa Joannes Sextus Decimus), je bil grški rimskokatoliški duhovnik, bendiktinski menih, kardinal in protipapež; * okrog 945 Rossano (Kalabrija 
Bizantinsko cesarstvo danes: Italija) kot Janez Filagat grško Ιωάννης Φιλάγαθος (Joanes Filagatos); latinsko Johannes Philagathus (Johanes Filagatus);  italijansko Giovanni Filagato), † 26. avgust 1001 Fulda (Nemčija, Sveto rimsko cesarstvo) 

Protipapež je bil 997 do 998; dolgo časa so ga imeli za pravega papeža in zato je nastala zmeda pri štetju papežev Janezov; naslednji zakoniti papež Janez se danes imenuje Janez XVII., medtem ko so ga včasih imenovali papež Janez XVI.

## Življenjepis

### Poreklo in cerkveno-politična kariera
Janez je bil grškega porekla  in je bil rodom iz Rossana v Kalabriji v južni Italiji. 
V tem času je dežela bila podložna Bizantinskemu cesarstvu. Janez pa je bil benediktinski menih  ter kaplan cesarice grškega porekla Teofane, žene svetorimskega cesarja Otona II.. 
Dvakrat je deloval kot cesarski namestnik (kancler) v Italiji za Otona: 980-982), in je postal nonantolski opat. Bil je boter cesarskemu sinu, prihodnjemu Otonu III. Bil je njegov skrbnik do sedmega leta starosti (987). Na cesaričino priporočilo je postal Janez 988 škof v Piacenzi, ki je prav zanj postala nadškofija; nato je bil poslan v Carigrad, da bi spremljal bizantinsko princeso za Otona mlajšega; zadeva pa se je ponesrečila, ker se je križala z velikopoteznimi načrti bizantinskega cesarja, ki se je hotel polastiti Južne Italije - ter izriniti nemški vpliv. Ko je Oton II. umrl, je prišel Oton III. na prošnjo papeža Janeza XV. 996, da bi zadušil upor, ki ga je vodil bogati in vplivni rimski plemič Krescencij Mlajši (Crescenzio II.). Oton III. je preprečil ustanovitev italijanskega kraljestva v Paviji; v Rim pa je prišel šele po papeževi smrti. Pod njegovim vplivom je bil izvoljen za novega papeža Gregorja V. njegov nečak Bruno Koroški; novi papež je okronal Otona III. za cesarja na praznik Vnebohoda, 21. maja 996. Hotel je izgnati uporniškega Krescencija, vendar ga je na papeževo prošnjo – češ da si bo nasprotnike bolj pridobil z blagostjo kot s strogostjo – pomilostil; zadostil se je s priznanjem cesarske in papeške oblasti. Pa je kmalu moral priznati, da se je uštel in napravil hudo napako; ta napaka je postala kmalu za oba hudo usodna. 

## Protipapež
Kakor hitro je namreč cesar zapustil Italijo, se je Krescencij znova polastil oblasti; nadel si je zopet naslov rimskega patricija in postal tak samodržec, da je celo cesarjeve poslance vrgel v ječo. Svojevoljno je imenoval za protipapeža Janeza XVI., tako da je moral pravi papež Gregor V. bežati septembra 996 v Pavijo, kjer je o Binkoštih 997 sklical zborovanje, ki je obravnavalo pereče cerkvene zadeve; glavna je bila seveda cerkveni razkol ter izobčenje Janeza XVI., ki pa ga je podpiral bizantinski cesar Bazilij II. v nameri, da bi s Krescencijevo pomočjo izgnal iz italije Saracene in tudi svetorimskega cesarja. Julija je izdal odlok, s katerim je Piacenzo sopet ponižal na raven škofije in jo podredil nadškofiji Ravena.

997 je Oton končal vojskovanje s Slovani ter je krenil februarja 998 v Italijo z velikansko vojsko; v Paviji sta skupaj s papežem Gregorjem praznovala Božič in se odpravila proti Rimu; tam ga je znova ustoličil.

## Smrt in spomin

### Odstavitev, kazen in smrt
Krescencij se je utrdil v Angelskem gradu. Protipapež Janez XVI. je sicer pobegnil v kampanjska močvirja, kjer ga je grof Bertilo ujel, ga hudo pohabil ter odpeljal v Rim; na zboru v Lateranu so ga obsodili in slovesno odstavili. Nato so ga posadili na osla ter ga vodili po rimskih ulicah tako, da so mu glavo privezali za oslovski rep. Na priprošnjo spokornika svetega Nila Mlajšega, ki je bil njegov rojak, so mu poštedili življenje. Nato je bil poslan v samostan v Fuldo, kjer je umrl 26. avgusta 1001.   Nekateri navajajo kot letnico smrti 1013. "Annales Fuldenses" beležijo njegovo smrt na 2. aprila 1013.  Ni pa zanesljivo, da napis Gracus Iohannes, ki je zapisan v Fuldskem nekrologiju za dan 2. aprila 1013, res pripada protipapežu Janezu XVI.  
Krescencija pa je dal cesar ujeti in hudo kaznovati: obglavili so ga na utrdbah Angelskega gradu in izpostavili na morišču gore, ki jo Nemci v spomin na uspešen konec imenujejo Mons gaudii (Gora radosti), medtem ko jo Rimljani imenujejo Mons malus (Huda gora); tudi njegove pristaše obesili na Monte Mario.   88-letni opat sveti Nil pa je prerokoval, da bo Bog kaznoval zaradi okrutnega maščevanja z zgodnjo smrtjo tako cesarja kot papeža, kar se je tudi zgodilo. Papež je umrl (verjetno nasilne smrti) 27-leten, 4. februarja 999; cesar pa ni dopolnil niti 22 let, ko je umrl 23. januarja 1002. 

## Ocena

### Zmedene razmere
Danes težko razumemo Janezov položaj v tistih zmedenih okoliščinah; dejstvo je, da je po neuspelem poslanstvu v Carigradu nalašč ali slučajno odšel v Rim, kjer je prejel imenovanje za papeža Janeza XVI. v februarju ali marcu 997. Nekateri zgodovinarji vidijo v Janezovem postopanju zaroto z Bizantinci; drugi v njem vidijo žrtev Krescencijevih spletk, in morebiti lastne častiželjnosti. Kakorkoli že, razmere so se razvijale v nevaren političen položaj in se vedno bolj slabšale. Marca 997 ga je Gregor V. izobčil in ga odstavil od nonantolskega opatovstva kakor tudi od piacenškega nadškofovstva. Vrh tega si je Krescencij prilastil vso časno oblast nad mestom Rimom in  Papeško državo. Ti posegi so Janezu pustili malo duhovne oblasti, a politične nič. Tisto poletje je prejel sporočilo od cesarja Otona, in pismo opata Nila iz Rossana (910-1004); oba sta obsojala njegova dejanja in ga pozivala k odstopu. Janez je poskusil stopiti v stik z Otonom in zdi se, da je bil pripravljen ustreči njegovim zahtevam; toda Krescencij je vrgel v ječo cesarske poslance, ki so se prišli pogajat s protipapežem, in s tem predrznim dejanjem hudo razdražil cesarja - ter zapečatil svojo usodo. 

### Zmeda pri štetju Janezov
Čeprav Janez XVI. ni bil zakonit papež, si je naslednji papež Janez privzel redno število XVII. kot Janez XVII., česar uradno nikoli niso popravili. Nadalje: nikoli ni bilo papeža Janeza XX. Če upoštevamo vse navedene Janeze (papeže), je torej bil sveti Janez XXIII. po vrsti šele 21. zakoniti papež Janez. 

### Mračno stoletjeincezaropapizem
- Za papeže je bilo 10. stoletje vsekakor temačno obdobje in ga po pravici imenujemo Mračno stoletje. Kronika, ki jo je napisal nemški škof Liutprand, slika posvetnost na papeškem dvoru; vendar je njegova poročila treba brati s pridržkom, saj je bil pisec zelo protirimsko razpoložen - kar tudi sam izrecno poudarja - in je zato dvomno, da je pisal nepristransko. [18] Za to obdobje torej manjkajo neodvisni in nepristranski zgodovinski viri. Večino poročil o škandalih, nasilju in razvratu v Rimu je napisal torej že omenjeni Liutprand. Svojemu delu je dal pomenljiv naslov Maščevanje (Obračun, Antapodosis). Ta naslov daje slutiti, da je v svojem pripovedovnju brez dvoma pretiraval, pa tudi potvarjal zgodovinsko resnico, da bi se na ta način maščeval nekaterim ljudem, ki so se mu zamerili. Kljub Liutprandovim pretiravanjem pa je bilo v takratni družbi res marsikaj slabega, kar je najedalo tudi Cerkev tako od zunaj kot od znotraj. Tako si lahko ustvarimo mnenje, da je to bil v resnici strašen čas. [19]
- Z vzpostavitvijo rimsko-nemškega cesarstva 962 se je začela oblikovati tudi t.i. Reichskirche (državna Cerkev). Že Karel Veliki je v nekaterih primerih sam imenoval škofe, Oton I. pa je njegov državni cerkveni sistem dopolnil. Zagotovil si je pravico imenovanja in umeščanja škofov; tako je uvedel laično investituro za visoke cerkvene službe, ki so odslej bile povezane z bogatimi fevdi. Škofje so z umeščanjem postali cesarjevi vazali, Cerkev je vse bolj postajala »osrednja državna ustanova«. V času Otona III. je laična investitura postala že reden državni sistem, istočasno pa so se pojavile številne neugodne posledice takega sestava; za Cerkev je bilo torej povezovanje s fevdalnim sistemom pogubno. [20] Z obnovo Svetorimskega cesarstva nemške narodnosti je po Mračnem stoletju nastopil torej za Cerkev čas prav tako mračnega cezaropapizma z laično investituro, kar je pripeljalo do dolgotrajnega, nepopustljivega in izčrpljujočega investiturnega boja. Cesar se je začel vmešavati v cerkvene zadeve ne le z umeščanjem škofov in opatov, ampak tudi s postavljanjem in odstavljanmjem papežev.